# Federico Andahazi
Carlos Federico Andahazi (Buenos Aires, Argentina, 6 de junio de 1963) es un psicólogo y escritor argentino.

## Biografía
Federico Andahazi es hijo de Bela Rodolfo Andahazi-Kasnya (poeta y psicoanalista de origen judio húngaro) y de Juana Merlín. Se graduó como licenciado en psicología en la Universidad de Buenos Aires. En 1989 escribe su primera novela, que todavía permanece inédita.
En 1996 su novela El anatomista, que se publicó en 1997, fue finalista del Premio Planeta Argentina. Siendo finalista se le comunicó que había recibido el primer premio de la Fundación Amalia Lacroze de Fortabat. Sin embargo, la mentora del concurso y directora de la fundación, Amalia Lacroze de Fortabat, al enterarse de los detalles de la obra, publicó en varios diarios de Buenos Aires un comunicado en el cual manifestaba su desacuerdo con el resultado del evento, y cuestionó la distinción otorgada en razón de que la novela «no contribuye a exaltar los más altos valores del espíritu humano», a lo que Andahazi luego replicaría con ironía «no sabía que ese era el objetivo de la literatura».  
A pesar de la presión para doblegar al jurado, compuesto por los escritores María Granata, María Angélica Bosco, Raúl Castagnino, José María Castiñeira de Dios y Eduardo Gudiño Kieffer finalmente la decisión se mantuvo unánime. Andahazi recibió el dinero del premio, aunque por orden de Amalia Fortabat se canceló la ceremonia Luego de este episodio, no hubo más concursos literarios de la Fundación. Hoy esta obra está publicada en más de treinta idiomas.
En el verano de 2005 el diario Clarín publicó el folletín Mapas del fin del mundo.
En 2006 Andahazi recibió el Premio Planeta por su novela El conquistador, que relata la historia de Quetza, el hijo más inteligente de Tenochtitlán, que descubrió Europa. El jurado estuvo compuesto por Osvaldo Bayer, Marcela Serrano, Marcos Aguinis y Carlos Revés.
Posteriormente incursionó en el género de no ficción con la temática de la sexualidad de los argentinos: Pecar como Dios manda. Historia sexual de los argentinos (2008), Argentina con pecado concebida. Historia sexual de los argentinos II (2009), Pecadores y pecadoras. Historia sexual de los argentinos III (2010) y El equilibrista (2017).

## Obra
Novelas
- 1997: El anatomista.[15]
- 1998: Las piadosas
- 2000: El príncipe
- 2002: El secreto de los flamencos
- 2004: Errante en la sombra
- 2005: La ciudad de los herejes
- 2006: El conquistador
- 2012: El libro de los placeres prohibidos
- 2015: Los amantes bajo el Danubio
- 2019: La matriarca, el barón y la sierva[16]
- 2022: Las Huellas del Mal

Cuentos
- 1998: El árbol de las tentaciones
- 2009: El oficio de los Santos

No ficción
- 2008: Pecar como Dios manda. Historia sexual de los argentinos
- 2009: Argentina con pecado concebida. Historia sexual de los argentinos II
- 2010: Pecadores y pecadoras. Historia sexual de los argentinos III
- 2017: El equilibrista

Antologías y colaboraciones
- 1999: Líneas aéreas (con otros autores; 1999, Ediciones Lengua de Trapo)[17]
- 2000: La selección argentina (Editorial Tusquets)
- 2001: Homenaje a Diego A. Maradona (2001, S.A.F.E.)
- A Whistler in the Nightworld, Short Fiction from the Latin Americas (2002, Plume)[18]
- 2007: Las palabras pueden: Los escritores y la infancia (UNICEF y Programa Mundial de Alimentos)
- Entre 2008 y 2009 dirigió la investigación sobre las historia sexual de México, Colombia y Chile en colaboración con los escritores Eugenio Aguirre, Roberto Palacio y Jaime Collyer, con el título original del primer volumen de la historia sexual de los argentinos: Pecar como Dios manda.[19]

La justicia porteña revocó un sobreseimiento en la causa tras la denuncia del hijo del fallecido dramaturgo Agustín Cuzzani. Así, Andahazi seguirá siendo investigado por las similitudes entre una novela suya y una obra teatral

### Novelas
El anatomista
"El anatomista" narra de manera novelada la vida del médico italiano Mateo Colón, quien se atribuyó el descubrimiento del clítoris al que llamó “amor veneris” en su obra “De re anatomica”, publicada en 1559, aunque su atribución le fue discutida y finalmente refutada. 
Las piadosas
"Las piadosas" se inicia en 1816, durante el célebre encuentro de Lord Byron, Mary Shelley, Percy Shelley, Claire Clairmont y John Polidori en la Villa Diodati, a orillas del Lago de Ginebra. De acuerdo con la historia, durante esa reunión Mary Shelley compuso el argumento de su futura obra "Frankestein o el moderno Prometeo" y también surgió el primer relato de vampiros escrito que registra la literatura: "El vampiro". ¿Quién es el verdadero autor de "El vampiro? A pesar de que lleva la firma de Polidori muchos creen que lo escribió Lord Byron. Pero "Las piadosas" propone otra respuesta. Las mellizas Legrand, supuestas hijas de William Legrand, protagonista de "El escarabajo de oro" de Edgar Allan Poe, constituyen una monstruosidad que pone en cuestión el concepto de paternidad literaria. Con un estilo que recuerda la narrativa romántica y gótica, la novela explora las características de los monstruos clásicos, [cita requerida]en la figura de Annette Legrand, una monstruosidad literaria. Sexo y literatura se mezclan en esta novela para reflexionar sobre los íntimos resortes que mueven la creación literaria.
El príncipe
"El príncipe" es una novela. En un clima apocalíptico, el presidente de una República, que podría ser algún país latinoamericano, decide lanzarse al vacío desde el balcón presidencial. Para asombro del pueblo presente en la plaza, en lugar de caer, se eleva en vuelo y desaparece en el horizonte junto a su gabinete. Esta escena será el inicio de una fuga, después de haber saqueado las arcas del Estado. El hijo de Wari, el protagonista, se ocultará en un estudio cinematográfico abandonado. En este alucinado escenario, el exministro de Comunicación creará un país de ilusiones para que el presidente continúe viviendo en la ficción de un poder eterno. "El príncipe", una suerte de reescritura de la obra clásica de Maquiavelo trasladada al comienzo del siglo XXI, habla de los excesos de poder, de la corrupción y de la manipulación de las voluntades populares.
El secreto de los flamencos
"El secreto de los flamencos" es una novela que transcurre a principios del Renacimiento en el marco de la guerra por la perfección técnica de la pintura. La obra gira en torno del secreto matemático de la perspectiva y el misterio alquímico de los colores. El enfrentamiento de las escuelas florentina y flamenca da lugar a enigmas e intrigas de espionaje.
Errante en la sombra
"Errante en la sombra" es una novela musical que transcurre en la Buenos Aires de comienzos del siglo XX. La novela incluye más de cuarenta tangos escritos por el autor para dar vida a esta trama de la que participa Carlos Gardel.
La ciudad de los herejes
"La ciudad de los herejes" es una novela ambientada en la Francia medieval, que gira en torno del origen del Sudario de Turín. En este escenario el autor describe los oscuros mecanismos que urdieron la Iglesia y el poder feudal para establecer sórdidos métodos de control y opresión, construyendo una nueva idolatría que la Iglesia decía combatir.
El conquistador
"El conquistador" relata la historia de Quetza, el más brillante hijo de Tenochtitlán que, adelantándose a Cristóbal Colón, descubre un nuevo continente: Europa.
El libro de los placeres prohibidos
"El libro de los placeres prohibidos" es una novela policial que gira en torno de la figura de Gutenberg y devela una serie de asesinatos de mujeres consagradas al placer en un misterioso convento. El libro reconstruye las numerosas acusaciones judiciales que recibió Gutenberg a propósito de su invento: la imprenta.
Los amantes bajo el Danubio
"Los amantes bajo el Danubio" es una novela que se despliega entre los límites del amor, el odio y la venganza en el dramático escenario de la ocupación nazi en Budapest para luego continuar en la Argentina donde el drama volverá a acechar a los protagonistas.
Las Huellas del Mal
Año 1892.Dos misteriosos agentes de la policía federal llegan al pueblo de Quequén, en la costa atlántica argentina, para resolver un crimen macabro. Uno de ellos es Juan Vucetich, padre de la dactiloscopia. En esta novela, Federico Andahazi retrata con afinada precisión el clima turbulento, expectante e innovador que se vivía a las puertas del siglo XX en nuestro país. Un policial oscuro, erudito y atrapante.

## Radio y televisión
Desde 2016 colabora como columnista en el programa Le doy mi palabra, conducido por Alfredo Leuco en Radio Mitre.
Desde 2018, participa del programa periodístico "Palabra de Leuco", que emite la señal Todo Noticias.
En 2017 se estrenó la primera temporada de Vas a viajar en mi sidecar en la TV Pública Argentina donde recorre el país en una antigua Harley-Davidson con sidecar. Aborda temas como la Guerra de Malvinas, la “revolución gay” en la Argentina y hasta alguna historia personal del escritor.

## Teatro
En 2009, la novela El anatomista fue adaptada al teatro por Luciano Cazaux y dirigida por José María Muscari en Teatro Regina de Buenos Aires.
En 2015, en el Centro Cultural General San Martín, se estrenó el musical Errante en la sombra, fue representada luego en el Teatro 25 de Mayo, en el Teatro Gran Rivadavia y el Centro Cultural Konex.
En 2016, La crisálida del fin del mundo, fue adaptado y dirigido por Julia Muzzio y representada por Javier Araya en el Teatro Belisario de Buenos Aires.
En 2017, el director teatral Daniel Kuzniecka puso en escena El conquistador con el nombre "Quetza, el conquistador">

## Distinciones
- En 2011 Andahazi fue distinguido como Personalidad Destacada de la Cultura de la ciudad de Buenos Aires por la Legislatura de la Ciudad, con la Ley N.º 3.927,[39] por iniciativa del entonces diputado Avelino Tamargo.[40]

## Controversias y litigios
En 2007 Agustín Cuzzani hijo, uno de los descendientes de Agustín Cuzzani, vio similitudes entre la novela El conquistador de Andahazi y la obra teatral de su padre "Los indios estaban cabreros" de 1958  y lo acusó por plagio; por considerar que las dos obras se basan en historias similares (un líder azteca que llega a España antes del viaje de Colón a América). El caso se sobreseyó, pero se volvió a reabrir en agosto de 2008 para profundizar más en la investigación. Tras la investigación de la fiscalía, y el peritaje oficial, en octubre del mismo año el autor finalmente fue sobreseído. El conquistador fue publicado en diversos países. Así mismo, se representó en el teatro bajo el nombre "Quetza, el conquistador" en 2017 con la adaptación y dirección de Daniel Kuzniecka.
Según diversos escritores y columnistas, en sus intervenciones en los medios de comunicación Andahazi se fue convirtiendo en un comunicador con un estilo al límite. Se caracteriza por no rehuir un estilo directo, con posiciones políticas tomadas, sin miedo de incurrir en ironías o polemizar.